# Valentina Emeri
Valentina Emeri (* 16. Oktober 1963 in Bozen, Trentino-Südtirol) ist eine italienische Schauspielerin, in Film, Theater und Fernsehen und Performancekünstlerin.

## Leben
Valentina Emeri ist die Tochter von Andreina Ardizzone Emeri und Claudio Emeri.
Valentina Emeri, eine gebürtige Italienerin, begann im Alter von 8 Jahren zu tanzen und machte ihren Bachelor in Schauspiel an der National Academy of Dramatic Arts Silvio D’Amico in Rom, wo sie von Luca Ronconi und Andrea Camil unterrichtet wurde.
Sie studierte bei Peggy Hackney in Berkeley als Laban/Bartenieff Movement Analyst (CLMA). Valentina tritt mit Italienisch, Deutsch und Englisch auf und liebt Bewegungstheater.

## Karriere

### Theater
Sie arbeitet kontinuierlich mit Roland Selva und den Freilichtspiele Südtiroler Unterland in Italien und mit Giulio Cesare Perrone’s Inferno Theatre in Berkeley zusammen.

### Fernsehen
Seit 2023 ist sie als Gerichtsmedizinerin Dr. Felcitas Pircher in der Fernsehserie Der Bozen-Krimi zu sehen.

## Filmografie
- 1989: Der Prozess des Galileo (Fernsehfilm)
- 1993: Lest (Fernsehfilm)
- 1996: Cronache del terzo millennio (Fernsehfilm)
- 1998: La ballata dei lavavetri (Fernsehfilm)
- 2001: Der Handlungsreisende (Fernsehfilm)
- 2011: Are You Still There ? (Kurzfilm)
- 2022: Der Gejagte – Im Netz der Camorra (Fernsehfilm)
- seit 2023: Der Bozen-Krimi (Fernsehserie)